# Cheiracanthium virescens
De Cheiracanthium virescens (tên tiếng Anh: groene heidezakspin) là một loài nhện trong họ Miturgidae.
Loài này thuộc chi Cheiracanthium. Cheiracanthium virescens được miêu tả năm 1833 bởi Sundevall.